# Scrophularia oxysepala
Scrophularia oxysepala är en flenörtsväxtart som beskrevs av Pierre Edmond Boissier. Scrophularia oxysepala ingår i släktet flenörter, och familjen flenörtsväxter. Inga underarter finns listade i Catalogue of Life.